# Jugoslawische Eishockeyliga 1953/54
Die Saison 1953/54 war die zwölfte Spielzeit der jugoslawischen Eishockeyliga, der höchsten jugoslawischen Eishockeyspielklasse. Meister wurde zum insgesamt fünften Mal in der Vereinsgeschichte der HK Partizan Belgrad.

## Modus
In der Hauptrunde absolvierte jede der sechs Mannschaften insgesamt fünf Spiele. Der Erstplatzierte der Hauptrunde wurde Meister. Für einen Sieg erhielt jede Mannschaft zwei Punkte, bei einem Unentschieden gab es einen Punkt und bei einer Niederlage null Punkte.

## Hauptrunde

### Tabelle
|    | Klub                | Sp | S | U | N | T  | GT | Punkte |
| -- | ------------------- | -- | - | - | - | -- | -- | ------ |
| 1. | HK Partizan Belgrad | 5  | 5 | 0 | 0 |    |    | 10     |
| 2. | HK Jesenice         | 5  | 4 | 0 | 1 |    |    | 8      |
| 3. | KHL Zagreb          | 5  | 2 | 0 | 3 | 18 | 16 | 4      |
| 4. | KHL Mladost Zagreb  | 5  | 2 | 0 | 3 | 17 | 17 | 4      |
| 5. | HK Ljubljana        | 5  | 2 | 0 | 3 | 9  | 20 | 4      |
| 6. | HK Spartak Subotica | 5  | 0 | 0 | 5 |    |    | 0      |

Sp = Spiele, S = Siege, U = Unentschieden, N = Niederlagen